# Famille Staedel
 (juillet 2024).
La famille Staedel est une importante famille patricienne de la ville de Strasbourg. 

## Histoire
On connaît sa généalogie de façon certaine depuis 1497. Pendant plus de deux siècles, elle est l'une des plus riches et considérables de Strasbourg. C'est d'eux que descendent directement les cinq ammestres Staedel.
Johann Friedrich Staedel (1728-1816), fondateur de l'Institut Staedel de Francfort/Main, est un descendant direct de cette famille.

## Personnalités
- Josias Staedel (1627-1700), typographe, imprimeur et libraire strasbourgeois ;
- Josias II Staedel (1651-1717), typographe, imprimeur et libraire strasbourgeois ;
- Johann Friedrich Staedel (1728-1816), banquier, collectionneur d'œuvres d'art et fondateur de l'Institut Staedel de Francfort/Main.

## Devise
Cette devise « In spe, in silentio » vient de la Bible, en Isaïe 30,15.
- BJ (trad. Bible de Jérusalem) : Car ainsi parle le Seigneur Yahve, le Saint d'Israël : Dans la conversion et le calme était votre salut, dans la sérénité et la confiance était votre force, mais vous n'avez pas voulu !
- Vulgate : quia haec dicit Dominus Deus Sanctus Israhel si revertamini et quiescatis salvi eritis in silentio et in spe erit fortitudo vestra et noluistis
- Luther : Denn so spricht der HERR HERR, der Heilige in Israel: Wenn ihr umkehrtet und stillebliebet, so würde euch geholfen; durch Stillesein und Hoffen würdet ihr stark sein. Aber ihr wollt nicht